# 羽生総合病院
羽生総合病院（はにゅうそうごうびょういん）は、医療法人徳洲会が埼玉県羽生市に設置する病院である。

## 概要
1982年、地域住民により設立した埼玉医療生活協同組合が母体となり、徳田虎雄前理事長の指揮下、徳洲会の全面協力を得て1983年9月、羽生病院（166床）として開院した。1986年、1991年、1997年に増床を行い、現在の病床数311床となっている。また、1999年に羽生総合病院に改称。2018年5月に現在地に移転。2022年2月、医療法人徳洲会へ法人移譲。

## 沿革
（この節の出典）
- 1982年（昭和57年）10月 - 埼玉医療生活協同組合設立[3]
- 1983年（昭和58年）9月 - 羽生市上岩瀬551に羽生病院を開院
- 1985年（昭和60年）2月 - 救急病院指定
- 1986年（昭和61年）4月 - 許可病床数を243床に増床
- 1989年（平成元年）7月 - こぐま保育園を開園する。
- 1991年（平成3年）10月 - 許可病床数を261床に増床
- 1996年（平成8年） 5月 - 口腔外科の診療を開始
- 1997年（平成9年） 10月 - 日帰り手術を開始
- 1997年（平成9年） 11月 - 許可病床数を311床に増床
- 1997年（平成9年） 12月 - 老人介護施設「あいの郷」を開設
- 1998年（平成10年） 2月 - 埼玉県北埼玉郡騎西町（現：加須市）に「騎西ふれあいクリニック」を開設
- 1998年（平成10年）12月 - 加須市に「加須ふれあいクリニック」を開設。こぐま保育園を新築移転する
- 1999年（平成11年）4月 - 臨床研修病院の指定を受ける
- 1999年（平成11年）11月 - 「羽生訪問看護ステーション」を開設
- 1999年（平成11年）12月 - 羽生総合病院に名称変更をする。「羽生在宅介護支援センター」を開設
- 2000年（平成12年）4月 - 第2次救急医療体制に参加。「ホームヘルプサービスふれあい」を開設
- 2000年（平成12年）8月 - 行田市に「行田ふれあいクリニック」を開設
- 2000年（平成12年）12月 - 埼玉県秩父郡皆野町に「皆野病院」を開設
- 2007年（平成19年）6月 - 治験センターを開設
- 2008年（平成20年）2月 - 「羽生クリニック」を開設
- 2009年（平成21年）7月 - 「須影ほのぼのホーム」を開設
- 2013年（平成25年）10月 - 羽生総合病院のキャラクター「はっぴーはにゅはにゅ」誕生
- 2015年（平成27年）3月 - 地域医療連携ネットワークシステム「とねっと」に参加
- 2018年（平成30年）5月 - 羽生市下岩瀬446に新築移転する
- 2018年（平成30年）6月 - 緩和ケア病棟　10床を開棟する
- 2018年（平成30年）7月 - HCU　10床を開室
- 2019年（平成31年）1月 - 災害拠点病院の指定を受ける
- 2019年（令和元年）7月 - 緩和ケア病棟を14床へ増床する
- 2022年（令和4年）2月 - 埼玉医療生活協同組合から医療法人徳洲会へ法人移譲

## 診療科

### 診療科
- 内科
- 呼吸器内科
- 循環器内科
- 消化器内科
- 血液内科
- 漢方内科
- 外科
- 呼吸器外科
- 心臓血管外科
- 消化器外科
- 整形外科
- 脳神経外科
- 小児科
- 産婦人科
- 眼科
- 耳鼻咽喉科
- リハビリテーション科
- 皮膚科
- 泌尿器科
- 放射線科
- 放射線診療科
- 病理診断科
- 臨床検査科
- 歯科口腔外科
- 救急科
- 麻酔科
- 神経内科

### センター
- 救急センター
- 血液浄化センター
- 外来化学療法センター
- 日帰り手術センター
- 内視鏡センター
- リハビリテーションセンター
- サポートセンター
- 臨床試験センター
- 健康管理センター
- 通所リハビリテーションセンター

## 医療機関の指定等
- 保険医療機関[4]
- 労災保険指定医療機関[4]
- 指定自立支援医療機関（更生医療）[4]
- 指定自立支援医療機関（育成医療）[4]
- 指定自立支援医療機関（精神通院医療）[4]
- 身体障害者福祉法指定医の配置されている医療機関[4]
- 生活保護法指定医療機関[4]
- 結核指定医療機関[4]
- 母体保護法指定医の配置されている医療機関[4]
- 災害拠点病院[4]
- 臨床研修病院[4]
- 臨床修練病院等[4]
- DPC対象病院[4]
- 救急告示病院[5]
- 公益財団法人日本医療機能評価機構認定病院[6]
- このほか、各種法令による指定・認定病院であるとともに、各学会の認定施設でもある。

## 交通アクセス
- 東武伊勢崎線・秩父鉄道羽生駅西口から徒歩約20分
- 羽生駅西口から朝日バスイオンモール羽生行き（HN01系統は不可）乗車「羽生総合病院」下車
- 羽生駅から（便により西口または東口乗車）からあい・あいバス（羽生市営福祉バス）須影・岩瀬ルート（いがまん号）乗車「羽生総合病院」下車
- 南羽生駅からあい・あいバス（羽生市営福祉バス）須影・岩瀬ルート（いがまん号）乗車「羽生総合病院」下車
- 東北自動車道羽生インターチェンジから熊谷方面へ車で約15分（国道122号「下岩瀬」交差点近く）

## 関連施設
- 皆野病院（埼玉県秩父郡皆野町）
- 介護老人保健施設あいの郷
- 騎西ふれあいクリニック（埼玉県加須市）
- 加須ふれあいクリニック（埼玉県加須市）
- 行田ふれあいクリニック（埼玉県行田市）
- グループホーム須影ほのぼのホーム
- こぐま保育園